# Српска православна црква Св. Николе у Жабљу
Српска православна црква Св. Николе у Жабљу са покретним стварима у њој које су од посебног културног и историјског значаја налази се на територији општине Жабаљ, у Жабљу, у улици Жарка Зрењанина на броју 34, у приватној својини. Саграђена је 1835. године.

## Историјат
Српска православна црква Св. Николе у Жабљу је саграђена 1835. године. Саграђена је на месту старијег храма из 1732. године. Тај храм по архивским подацима је страдао у пожару. Када је црква завршена освештао ју је бачки владика Георгије Хранислав у мају исте године.

## О цркви
Црква је грађена као једнобродна грађевина са полукружном олтарском апсидом на источној страни и звоником над западним прочељем. Засведена је полуобличастим сводом.
Једанаест лучно постављених прозора осветљава унутрашњи простор.
Постоје три улаза од којих је западни најбогатије декорисан. Бочне фасаде су наглашене пиластрима који се завршавају јонским полукапителима. Хоризонтална подела изведена је кордонским венцима изнад сокла и прозорских лукова. 
Зидне површине су омалтерисане и окречене а кров је покривен фалцованим црепом.
Ниски зидани иконостас од тамнољубичастог мермера, рад Јосифа Гајгера, завршен је 1885. године. Иконостас је јединствен у нашим крајевима. Грађен је по нацрту Светозара Ивачковића 1884. године у стилу бидермајера.
Јосиф Гајгер је осликао и представу Св. Тројства у калоти апсиде. На северном зиду су представе Св. Георгија и Св. Алимпија столпника, које се сматрају да су рад Душана Алексића.
У олтару, на јужном зиду наоса, северном и јужном зиду припрате и хору налазе се уљане слике новијег датума, без естетске и уметничке вредности.
Храм је страдао у Мађарској буни 1848/49. године и обновљен је 1851. године.
Црква је грађевина јасних стилских карактеристика и представља веома успео пример класицистичке архитектуре сакралног карактера.

## Цркав данас
Српска православна црква Св. Николе у Жабљу је утврђена за споменик културе 2000. године и као таква подлеже мерама очувања изворног изгледа спољашње архитектуре и ентеријера, као и покретних добара која се налазе у цркви.
Црква је посвећена преносу моштију Св. Николе и у њој житељи Жабља и околине прослављају храмовну славу.